# Marcel Lévesque

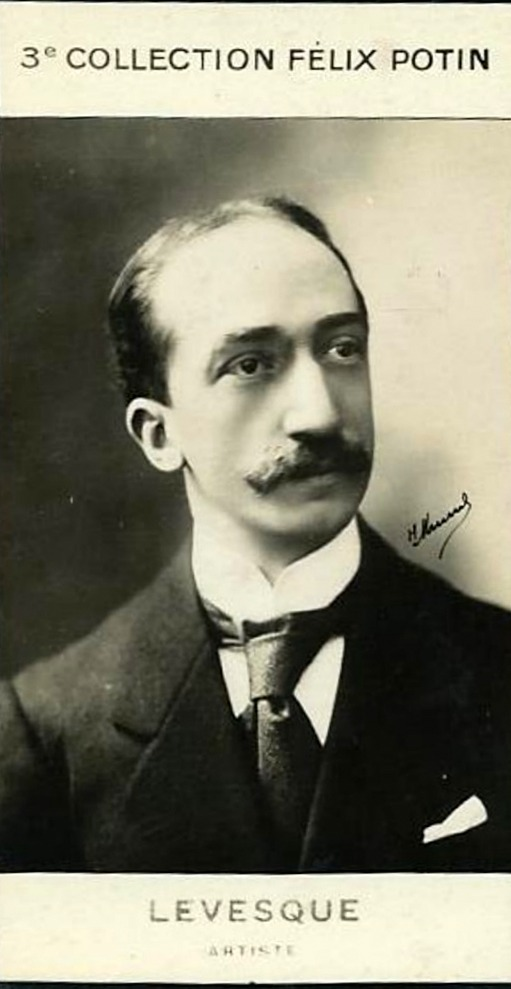
Levesque.

Joseph Marcel Lévesque (18è districte de París, 6 de desembre de 1877 - 14è districte de París, 16 de febrer de 1962) va ser un actor i guionista francès de l'època del cinema mut.

## Biografia
La seva carrera abasta més de quaranta anys des de l'era del cinema mut, participant en pel·lícules com Léonce et Poupette de Léonce Perret (1913) o el serial Serpentin de Jean Durand, reprenent aquest últim paper per última vegada en 1922 en l'obra de Alfred Machin; arribant fins a Assassins et Voleurs de Sacha Guitry (1957), al costat de Jean Poiret i Michel Serrault. Marcel Lévesque és conegut, sobretot, per ser l'intèrpret de Louis Feuillade perLes Vampires (1915 i 1916) i Judex (1916, en el paper de Cocantin), així com de Jean Renoir, l'inoblidable conserge a Le Crime de monsieur Lange (1935).
Membre de la Mutual Aid Association de dramaturgs des de 1903, Marcel Lévesque es va convertir el 1926 en president de la comissió de la residència d'ancians de Couilly-Pont-aux-Dames. Fou sebollit al cementiri de Père-Lachaise (34a divisió).

## Filmografia
- 1909 : L'Arrestation de la duchesse de Berry diigida per le Film d'Art
- 1913 : Léonce et Poupette de Léonce Perret, també guionista : Le domestique
- 1913 : La belle-mère de Léonce Perret, également scénariste
- 1913 : L'Illustre Mâchefer de Louis Feuillade : Laidurot
- 1914 : Les Somnambules de Louis Feuillade : Jujubier
- 1914 : Le gendarme est sans culotte de Louis Feuillade
- 1914 : L'Hôtel de la gare de Louis Feuillade
- 1914 : Tu n'épouseras jamais un avocat de Louis Feuillade : Maître Tapire, l'avocat
- 1914 : Le Jocond de Louis Feuillade
- 1915 : Le Furoncle de Louis Feuillade
- 1915 : Le Sosie de Louis Feuillade
- 1915 : L'Angoisse au foyer de Louis Feuillade
- 1915 : Les Vampires 1 : La Tête coupée de Louis Feuillade : Oscar Mazamette
- 1915 : Les Vampires 2 : La Bague qui tue de Louis Feuillade : Oscar Mazamette
- 1915 : Les Vampires 3 : Le Cryptogramme rouge de Louis Feuillade : Oscar Mazamette
- 1915 : Les Vampires 4 : Le Spectre de Louis Feuillade : Oscar Mazamette
- 1915 : Les Vampires 5 : L'Évasion du mort de Louis Feuillade : Oscar Mazamette
- 1915 : Triple entente de Gaston Ravel
- 1915 : Un coup du fakir de Louis Feuillade
- 1915 : L'Escapade de Filoche de Louis Feuillade : Filoche
- 1915 : Le Collier de perles de Louis Feuillade
- 1915 : Le Fer à cheval de Louis Feuillade
- 1915 : La pintade et le dindon de Marcel Lévesque + scénariste
- 1915 : L'Oncle de Bout de Zan de Louis Feuillade : L'oncle
- 1916 : Si vous ne l'aimez pas... de Louis Feuillade
- 1916 : C'est pour les orphelins ! de Louis Feuillade : L'artiste
- 1916 : Le Poète et sa folle amante de Louis Feuillade
- 1916 : Les Vampires 6 : Les yeux qui fascinent de Louis Feuillade
- 1916 : Les Vampires 7 : Satanas de Louis Feuillade
- 1916 : Les Vampires 8 : Le Maître de la foudre de Louis Feuillade
- 1916 : Les Vampires 9 : L'Homme des poisons de Louis Feuillade
- 1916 : Les Vampires 10 : Les Noces sanglantes de Louis Feuillade
- 1916 : Le pied qui étreint de Jacques Feyder
- 1916 : Le Retour de manivelle de Louis Feuillade
- 1916 : Les Fiançailles d'Agénor de Louis Feuillade
- 1916 : C'est le printemps ! de Louis Feuillade
- 1916 : Lagourdette gentleman cambrioleur de Louis Feuillade
- 1916 : La Peine du talion de Louis Feuillade : Narcisse
- 1916 : Les Mariés d'un jour de Louis Feuillade
- 1916 : Les Fourberies de Pingouin de Louis Feuillade
- 1916 : Judex de Louis Feuillade : Cocantin
- 1917 : La Fugue de Lily de Louis Feuillade
- 1917 : La Femme fatale de Louis Feuillade
- 1917 : Débrouille-toi de Louis Feuillade
- 1917 : Mon oncle de Louis Feuillade
- 1917 : La Nouvelle Mission de Judex de Louis Feuillade : Cocantin
- 1918 : Aide-toi de Louis Feuillade
- 1918 : Serpentin et son modèle de Jean Durand : Serpentin
- 1918 : Serpentin janissaire de René Plaissetty : Serpentin
- 1918 : Serpentin a tort de suivre les femmes de Édouard-Émile Violet : Serpentin
- 1918 : L'extraordinaire aventure d'Onésime Une production Cimiez
- 1918 : Onésime et le billet de mille de Ernest Bourbon
- 1919 : Serpentin cœur de lion de Jean Durand : Serpentin
- 1919 : La Sultane de l'amour de Charles Burguet i René Le Somptier : Nazir
- 1922 : Serpentin fait de la peinture de Alfred Machin : Serpentin
- 1923 : La Dame de chez Maxim's (La dama de Chez Maxim's) d'Amleto Palermi
- 1922 : L'empire du diamant de Léonce Perret
- 1924 : Il tacchino de Mario Bonnard
- 1924 : L'Héritage de cent millions de Armand Du Plessy
- 1931 : Tout ça ne vaut pas l'amour de Jacques Tourneur : Jules Renaudin, le pharmacien
- 1931 : Atout cœur de Henry Roussel : Le baron Gingleux
- 1932 : Pan! Pan! de Georges Lacombe - curtmetratge -
- 1933 : L'Héritier du Bal Tabarin de Jean Kemm : M. Pépin-Mounette
- 1933 : La belle escale de Carlo Felice Tavano - curtmetratge -
- 1934 : L'Affaire Coquelet de Jean Gourguet : M. Coquelet
- 1934 : Un drôle de locataire de René Pujol - curtmetratge -
- 1935 : Le Crime de monsieur Lange de Jean Renoir : Le concierge
- 1936 : Mon père avait raison de Sacha Guitry : Le docteur Maurice
- 1936 : Faisons un rêve de Sacha Guitry : Un invité lors du prologue
- 1941 : La Nuit fantastique de Marcel L'Herbier : M. tellier
- 1942 : Lumière d'été de Jean Grémillon : M. Louis
- 1943 : La Malibran de Sacha Guitry : Le vieux mélomane
- 1944 : Les Caves du Majestic de Richard Pottier : Le directeur de l'« Agence Internationale »
- 1946 : Six Heures à perdre de Alex Joffé i Jean Lévitte : Le général
- 1947 : La Grande Maguet de Roger Richebé
- 1948 : Tabusse de Jean Gehret : Le Pat
- 1951 : Adhémar ou le Jouet de la fatalité de Fernandel : M. Brunel-Lacaze
- 1957 : Assassins et Voleurs de Sacha Guitry

## Teatre
- 1901 : Madame Flirt de Paul Gavault i Georges Berr, Théâtre de l'Athénée
- 1902 : Les Angles du divorce de Maurice Biollay, Théâtre de l'Athénée
- 1903 : L'Enfant du miracle de Paul Gavault et Robert Charvay, Théâtre de l'Athénée
- 1907 : La Maison des juges de Gaston Leroux, Théâtre de l'Odéon
- 1908 : La Maison en ordre d'Arthur Wing Pinero, Théâtre Femina
- 1909 : Suzette d'Eugène Brieux, Théâtre du Vaudeville
- 1909 : L'Ex de Léon Gandillot, Théâtre du Vaudeville
- 1909 : La Meilleure des femmes de Paul Bilhaud i Maurice Hennequin, Théâtre du Vaudeville
- 1909 : Une grosse affaire de Maurice Hennequin et Pierre Veber, Théâtre des Nouveautés
- 1911 : Le Petit Café de Tristan Bernard, Théâtre du Palais-Royal
- 1914 : Le Mannequin de Paul Gaveau, Comédie Marigny
- 1920 : Je t'aime de Sacha Guitry, Théâtre Édouard VII
- 1922 : La Perle de Chicago de Maurice Dekobra, Théâtre des Arts
- 1926 : Une petite main qui se place de Sacha Guitry, Théâtre Édouard VII
- Le Gâteau des Rois de Marcelle Capron, Théâtre Edouard VII

## Distincions
- Cavaller de la Legió d’Honor concedit pel ministre de Treball i de la Seguretat Social (decret de 27 setembre 1946). Padrí : Pierre Aldebert, director del théâtre national de Chaillot.[5]